# Kim Gun-mo
Kim Gun-mo (né le 13 janvier 1968) est un chanteur et musicien sud-coréen. Il a sorti douze albums. Il a étudié la musique traditionnelle coréenne à l'Institut des arts de Séoul. Ses chansons les plus connues sont 핑계 ("Excuse"), 잘못된 만남 et 짱가.

## Biographie
Kim sort son premier album Kim Gun Mo 1 en 1992, qui a été suivi par Excuse en 1993. Son troisième album Mis-Encounter est sorti en 1995. L'année suivante, il sort Exchange. Étant l'un des plus populaires artistes coréens, Kim détient le record pour la plus grosse vente d'albums en Corée avec son troisième album studio, qui s'est vendu à plus de 3,3 millions d'exemplaires. Les classements des albums de Kim sont continuellement à des hautes places dans les charts coréennes; son huitième album, He-story, a été l'album le plus vendu de 2003. Ses chansons les plus connues sont "Excuse", “Mis-Encounter” et “Jjangga”. En 2004, il sort son neuvième album Kim Gun Mo 9, ce qui est une référence au nom de son premier album. Cet album était la deuxième relance de sa carrière musicale. L'année suivante, il revient avec BE Like... qui a également été un gros succès en Corée. Son travail le plus récent date de 2009, et s'intitule Everything's Gonna Be Alright.

## Discographie
1. Kim Gun Mo 1, 1992
2. 핑계, 1993
3. 잘못된 만남, 1995
4. Exchange, 1996
5. Myself, 1998
6. Growing, 1999
7. Another Days, 2001
8. Hestory, 2003
9. Kim Gun Mo 9, 2004
10. BE Like..., 2005
11. Style Album, 2007
12. Soul Groove, 2008
13. Everything's Gonna Be Alright, 2009

## Parcours scolaire
1. École primaire Seoul Sin-Wol
2. Collège Seoul Hwa-Gok
3. Lycée Seoul Hwa-Gok
4. Institut des arts de Séoul

## Récompenses et nominations

### Mnet Asian Music Awards
| Année | Catégorie                         | Travail nommé                      | Résultat   |
| ----- | --------------------------------- | ---------------------------------- | ---------- |
| 2001  | Meilleure ballade                 | "Sorry" (미안해요)                 | Lauréat    |
| 2003  | Meilleur artiste masculin         | "Wedding Invitation" (청첩장)      | Nomination |
| 2011  | Meilleure performance vocale solo | "Today is More Sad Than Yesterday" | Nomination |

## Victoires dans des émissions musicales

### Music Bank
| Année | Date       | Chanson                |
| ----- | ---------- | ---------------------- |
| 2006  | 5 juillet  | "미안해요 (I'm Sorry)" |
| 2006  | 12 juillet | "미안해요 (I'm Sorry)" |
| 2006  | 19 juillet | "미안해요 (I'm Sorry)" |